# Karim Essikal
Karim Essikal (8 februari 1996) is een Belgisch-Marokkaans voetballer die bij voorkeur als centrale middenvelder speelt. Hij staat sinds oktober 2021 onder contract bij KSV Oudenaarde.

## Clubcarrière
Essikal verruilde in 2014 Club Brugge voor SV Zulte Waregem. Op 18 april 2015 maakte hij zijn opwachting in de Jupiler Pro League onder coach Francky Dury tegen Waasland-Beveren. De middenvelder speelde de volledige wedstrijd, die in een 2–2 gelijkspel eindigde. In het daaropvolgende competitieduel mocht hij opnieuw in het basiselftal starten tegen Waasland-Beveren. Hij speelde wederom de volledige wedstrijd (0–2 winst).

## Interlandcarrière
Op 24 oktober 2013 speelde hij met Marokko –17 mee tegen Panama –17. Ook de Belgische Marokkaan Nabil Jaadi kwam in actie.

## Statistieken
| Seizoen         | Club                    | Competitie         | Competitie | Competitie | Beker | Beker | Totaal | Totaal |
| Seizoen         | Club                    | Competitie         | Wed.       | Dlp.       | Wed.  | Dlp.  | Wed.   | Dlp.   |
| --------------- | ----------------------- | ------------------ | ---------- | ---------- | ----- | ----- | ------ | ------ |
| 2014-2015       | SV Zulte Waregem        | Jupiler Pro League | 4          | 0          | 0     | 0     | 4      | 0      |
| 2015-2016       | SV Zulte Waregem        | Jupiler Pro League | 22         | 1          | 0     | 0     | 22     | 1      |
| 2016-2017       | SV Zulte Waregem        | Jupiler Pro League | 0          | 0          | 0     | 0     | 0      | 0      |
| 2016-2017       | → Royal Excel Moeskroen | Jupiler Pro League | 7          | 0          | 1     | 0     | 8      | 0      |
| 2017-2018       | FCO Beerschot Wilrijk   | Eerste klasse B    | 5          | 0          | 0     | 0     | 5      | 0      |
| Carrière totaal | Carrière totaal         | Carrière totaal    | 38         | 1          | 1     | 0     | 39     | 1      |